# Clinohelea horacioi
Clinohelea horacioi är en tvåvingeart som beskrevs av Lane 1944. Clinohelea horacioi ingår i släktet Clinohelea och familjen svidknott. Inga underarter finns listade i Catalogue of Life.